# Chêne-en-Semine
Chêne-en-Semine is een gemeente in het Franse departement Haute-Savoie (regio Auvergne-Rhône-Alpes) en telt 257 inwoners (1999). De plaats maakt deel uit van het arrondissement Saint-Julien-en-Genevois.

## Geografie
De oppervlakte van Chêne-en-Semine bedraagt 9,4 km², de bevolkingsdichtheid is 27,3 inwoners per km².
De onderstaande kaart toont de ligging van Chêne-en-Semine met de belangrijkste infrastructuur en aangrenzende gemeenten.

## Demografie
Onderstaande figuur toont het verloop van het inwonertal (bron: INSEE-tellingen).